# 島田洋七
島田 洋七（しまだ ようしち、1950年〈昭和25年〉2月10日 - ）は、日本の漫才師、タレント、作家。漫才コンビ「B&B」のメンバー。広島県広島市中区白島九軒町出身（基町生まれ）、佐賀県佐賀市在住。本名は徳永 昭広（とくなが あきひろ）。島田オフィス所属。

## 人物
1980年代、漫才ブームのパイオニアとなり、月収1億円の時代から、人気急降下、そして2000年代のベストセラー作家と、ジェットコースターの様な激動の人生を歩むお笑い芸人である。その上がり下がりの人生を「シーソーか」と茶化したビートたけしの親友としても知られる。下の名前の読みは「ようひち」との表記説が多く言われているが、本人にいわく「どっちでもいいがわかりやすい『ようしち』が良い」との事（関西弁では質や七を「しち」ではなく、「ひち」と読むためである。逆にビートたけしが使用する江戸言葉では、「おひたし」を「おしたし」というように、「ひ」を「し」と呼ぶ傾向がある）。

## 来歴

### 幼少期
1950年広島市生まれ。父親は疎開していた佐賀から広島市への原子爆弾投下一週間後の広島に戻り、家族を探して爆心地を歩き回り入市被爆した。昭広（洋七の本名）が生まれた頃は病床にあり昭広が2歳のとき原爆症で亡くなる。家族は母・兄・昭広の三人。
広島市立幟町小学校1年生6歳の頃、佐賀の祖母に預けられ、中学を卒業するまでの8年間の体験が『佐賀のがばいばあちゃん』として後に出版されベストセラーとなり、映画化・ドラマ化された。
佐賀市立赤松小学校、佐賀市立城南中学校を卒業後、母親への思慕が募り、また野球が上手だったこともあり、1965年春、高校野球の名門・広陵高校に野球推薦で入学し、故郷広島に戻る。のちに洋七は新人のころ、島田紳助や明石家さんまら、芸人仲間に「広陵高校の野球部出身で、甲子園にセカンドで出た」と言いふらしていたため、皆これを信じていたが、後にウソが発覚した。広陵入学から大阪に行くまでの経歴は、野球特待生として推薦入学したが、練習中に打球が左腕を直撃して肘を痛め、野球をあきらめた、野球部には一年生の夏まで在籍した、一年以上たっても患部が治らないまま、二年のとき退部したなどと話している。河井昭司が広陵の同期。広商・山本和行、福山電波・村田兆治、尾道商・大田垣耕造らが同学年にあたる。洋七(昭広)が一年時の野球部監督は森岡栄司で、名将三原新二郎監督就任が1966年。広陵は昭広三年時の1967年夏甲子園で、サウスポー宇根洋介、河井らを擁して準優勝（決勝1-7習志野）。広島カープ初優勝時の主力投手だった佐伯和司は三学年下となる。一方的な昭広のしゃべりは、時にはブレーキが利かなくなり、現実とシャレの境目がわからなくなる。自分の経歴ですらその場の空気によっては、マジとシャレを入り混ぜて話してしまい、それが独り歩きしてしまっていると考えられる。
広島工業大学に入学。広島市牛田の八百屋フジモト商店に1年半住み込みで働くなどした後、19歳の頃に再び佐賀に戻り、当時デパートに勤めていた今の妻と知り合う。20歳の時に二人で東京へ駆け落ち。東京へ行った目的は歌手になるためだったという。間もなく妻の貯金も尽き高校の先輩に誘われ大阪に移る。

### 芸人デビュー
1970年、大阪にいた広陵野球部OBに勧められ、なんば花月で笑福亭仁鶴の落語や、中田カウス・ボタンの漫才を観たのがきっかけで芸人になろうと決意。中田カウスがポルシェ（仁鶴がベンツ）で帰るのを見て「15分笑わせるだけでお金が稼げるなんて、こんないい商売があるのか」と、とても簡単そうに見えたのが決意した理由という。先の先輩が吉本興業の関係者と知り合いで紹介してもらい、うめだ花月の進行係として採用される。当初仁鶴に弟子入りを志願したが言葉の訛りを理由に断られ、次に美人の今喜多代、優しそうな島田洋之介に惚れ弟子入りを願う。しかし同様の理由で弟子入り志願者が多く、毎日師匠の元に通い、1ヶ月と4日目の1971年5月に弟子入りを許された。弟子入り直後には兄弟子の島田一の介とコンビを組んだ事もあったが、互いに訛りが強く程なく解散したという。
弟子入りしてから一年二ヶ月後の1972年、桂三枝の紹介で、現在放送作家として活動している団順一（萩原芳樹）と初代B&Bを結成、島田洋一名で漫才師としてデビューした。
詳細はB&B (お笑いコンビ)を参照。

### 上京
東京の漫才協団に加入し、戸崎事務所に移籍。1980年1月、澤田隆治プロデュースによる『花王名人劇場』（関西テレビ）「激突!漫才新幹線」に大抜擢され出演。漫才を変えたといわれるスピードとスタイルで、大きな反響を巻き起す。同年4月から始まった『お笑いスター誕生!!』（日本テレビ）でも先兵役を務めてケタ違いの実力を見せ、ストレートで10週を勝ち抜き初代グランプリとなり大ブレイクし、漫才ブームを引き起こす。また、同年4月からの『THE MANZAI』でも第一回放送から出演し漫才ブームを牽引した。女は常に八角関係、たけしと一千万で銀座のクラブを貸し切ったり、金沢のホテルで、たけしとそのまんま東の三人で150万円飲んだり、現金2000万円持参でベンツを買いに行ったりするなどの豪遊をした。ビートたけしは「ショクナイ（業界用語で内職のこと）で洋七と営業に行くと、1時間ぐらいしゃべって700万～800万円もらえたんだよ。折半だからね。ショクナイしまくったね」と話している。

### 転身
1981年5月から始まった『オレたちひょうきん族』では、B&Bは裏の日本テレビ『爆笑ヒット大進撃!!』で、レギュラーを持っており、ひょうきん族への参加は半年遅れ、たけしと明石家さんまがメインで洋七は完全に脇に回る。また、1982年の「笑ってる場合ですよ!」終了と同時に人気が急降下、1983年秋にB&Bを解散。精神的な理由で6年間の休養生活に入り、表舞台から姿を消した。その後、国分健二（浮世亭ケンジ）と新コンビ「スティング」を結成したり、間寛平と「洋・寛」という漫才コンビを結成したりするも、いずれも長続きしなかった。間寛平の絡みで萩本欽一の欽ちゃんファミリー入りしたこともある。また、かねてより事業欲も旺盛で、最盛期には当時都内の一等地に下北沢など数軒しかなかった広島風お好み焼き店“モミジハウス”を新宿・渋谷・原宿(パレフランスビル地下1F、1F・オーバカナル(AUX BACCHANALE)）他の一等地に6店舗展開。他に高円寺にタコ焼き屋と新橋に喫茶店を持っていた。しかし後に母親の要求に応じて全て閉店してしまう。1987年には、たけしと共同で埼玉県所沢市にラーメン店「まぼろし軒」を創業（現在は無関係）。他にも、悪い人間に誘われて、静岡県の伊豆で温泉民宿を始めようとしたが、肝心の温泉が出ずにだまされて失敗したり、たけしやさんまに反対されながらも、六本木にゲイバーをオープンし、自身もおかまに扮したが、関西から客として暴力団関係者が大挙して押しかけ2ヶ月で閉店したといわれる。1990年以降は『たかじんnoばぁ～』のイレギュラー出演以外は仕事が無くなり、たけしの仕事場に付いて回る。たけし軍団のコック長みたいなことを約7年続ける。また、竜雷太と土地がらみの問題で裁判になり、勝訴するも結局借金しか残らなかった。1992年には『北野ファンクラブ』の企画で、ビートたけしと「B&Beat」というコンビを組み、テレビで漫才を披露した。1995年には、横山ノックや西川きよしが国会議員が出来るなら「こんなもん、俺でもできるやないか！」と考え、第17回参議院議員通常選挙に当時居を置いた埼玉県選挙区から出馬。洋八やぼんちおさむ、間寛平ら昔の仲間が応援してくれたが、ふざけていると思われたり、高速道路で演説したり他県で演説したりで落選。このため新潟県で2票入ったという逸話が残る。芸人引退を決意し、たけしに相談するが、「芸人をやめるなら友達づきあいをやめるぞ!」と一喝され、引退を思いとどまる。1996年、一度は契約を解除された吉本に頭を下げて復帰を許され、生涯一漫才師を誓い、洋八と再びB&Bを復活させ、こつこつと仕事をこなす。

### 復帰
吉本復帰後はたけしに関連する番組に出演することが増える。たけしに「出ろよ」と誘われて出演した『平成教育委員会（当時はたけしと並んで、もう一人の番組の顔であった逸見政孝が病死した後であった）』も、いつまでも頼ってはマズいと数回で出演を止める。この他にも、『ビートたけしのお笑いウルトラクイズ』にたけし軍団員や、若手芸人の混じって参加するなどしている。この頃、レギュラーを持っていたラジオのゲストに学者や野球選手が来ると「これから講演に行く」と聞かされ、興味を持ち、塩田丸男に紹介された群馬県の商工会議所を皮切りに講演をはじめる。祖母との思い出は恥ずかしい過去でもあり、あまり他人に話していなかった。しかし講演で祖母の話をすると非常に受け、たけしと寿司屋で飲んだとき、たけしの母親自慢に対抗して、ばあちゃんの話をしたら涙を流してたけしが大笑いし「絶対に本にすべき」とアドバイスされたことから1987年、話をまとめて出版社に持ち込む。しかし、「お笑いの人にしては話が地味」「B&Bで漫才やってらっしゃる頃なら（出せますが）」などと請けてもらえず、40社まわったが出版できなかった。やむなくNGKの楽屋やNHKロビーにカンパ箱を置き、お笑い仲間、佐賀や広島の人達からもカンパを募り、東京の小出版社から1987年12月、自費出版で単行本にし、当初3000部を出版。この時のタイトルは、たけしに付けてもらった「振り向けば哀しくもなく」だった。講演会で手売りをし、さほど評判になることもなく廃刊となっていたが、初出版から14年後の2002年に佐賀地域だけで売れたらいいと思い『佐賀のがばいばあちゃん』と改題し二度目の自費出版。この時は講演会の手売りだけで自費出版では珍しく2万部を売上げ少々話題となる。
徳間書店から出版させて欲しいと連絡があり三度目の出版で文庫化されると口コミで評判が広がる。さらに2003年「徹子の部屋」（テレビ朝日）で祖母の話をしたところ、大きな反響を呼ぶ。
その後、増刷を重ね“がばいばあちゃん”シリーズ三部作はベストセラーとなり映画化・ドラマ化もされ、再び注目された。2007年に入って『スマステ』（テレビ朝日）など、テレビで特集が組まれ更に部数を伸ばした。2007年の時点で総売り上げは20億円超、徳間書店の社員全員に"がばいボーナス"が出た。“がばいばあちゃん”シリーズ総計では2008年7月、670万部を越え韓国、台湾、マレーシアなどでも出版されている。
吉本在籍時は多数のテレビ出演ほか、「佐賀のがばいばあちゃん」を演目とした講演依頼が殺到、その回数は2012年3月4000回を越えたという。常人には決して経験することのない波瀾万丈の人生を歩むお笑い芸人と言える。
1999年に妻の母親が倒れて、その介護のために佐賀郡東与賀町（2007年に佐賀市に吸収合併）に居を構える。
2002年から5年間の間『M-1グランプリ』の審査員を担当。アンタッチャブルや、南海キャンディーズなどの出場した漫才師に概ね高い評価を与えたが、アマチュア漫才師である変ホ長調の漫才に対しては、「本気なのか、ギャグで素人っぽくしているのかわからなかった」と語るなど、苦言を呈することもあった。
2007年8月末をもって吉本興業を再度離籍することが発表された（2007年4月10日）。原因は「がばい」関連の収益について吉本側との考えの相違のためで、吉本は他のタレントの手前もあるから、印税の一部を吉本に入れてくれないかと洋七に頼んだが（通常、吉本が関連する舞台や番組以外では、ギャラは本人に全額入ることになっている）、洋七はこれを拒否したといわれる。なお、完全に吉本との契約関係が終了したのは2007年12月9日である。ただし本人によれば、吉本を退社したのは「2007年に声帯にポリープが見つかり、医者から『このままだと最悪声が出なくなる』『漫才や講演は（喉に負担をかけるので）やめるように』指示されたが、吉本に在籍しているとつい舞台に立ってしまい指示を守れなくなる」のが理由で、決して吉本と対立したわけではないという。なお、ポリープについては後に手術を受け完治しているが、以後講演の本数はセーブしている。
『佐賀のがばいばあちゃん』は、2006年に倉内均監督で映画化され、2009年に洋七自身が監督を務め再映画化。この際、追放同然で吉本を退社した洋七の映画に島田紳助が友情出演したことで紳助と吉本の関係も悪化したとされる。2011年には『佐賀のがばいばあちゃん』を舞台化し、がばいばあちゃんを自身が演じた。吉本退社後はマスメディアへの露出が減り、個人事務所「島田オフィス」を拠点として講演会中心で活動してきたが2012年8月1日付けで、個人事務所は今まで通り、オスカープロモーション所属となったが、オスカーのお笑い部門撤退とともに離籍した。
島田紳助は「漫才ブームで新しいことをやったのは、B&Bとツービート、紳助・竜介だけ。ほかは前からあったもの」「漫才ブームは、B&Bとツービートと紳助・竜介が作ったんです。時代を作った3組、ルーツは一緒なんです。漫才ブームが興ったときに、今までの漫才と違う形の漫才が始まるんです。それまでの漫才はネタ振りがあって、一個のネタでちゃんと起こしていくんです。この3組に共通してるのは、全く違うシステムなんです。それまでの漫才の形と全く違うシステム、突っ込みボケという新しい分野であり、1人が完璧にネタの九割喋るんです。で、誰がこれを編み出したかというと、最初は松竹芸能のケンケン・てるてるという方が、それをちょっとやったんです。それを見た島田洋七がパクったんです。これが自分に合うと思ったんです。その洋七さんを見てたけしさんも"これや!"ってパクったんです。そして高校三年生の僕が洋七さんを見て『今までの漫才なんか全然おもろない。これからはこれや!』ってこの世界に入ったんです。僕もツービートも全然売れてない時、東京の漫才コンクールでたけしさんに会ったんですが、たけしさんの言葉未だに忘れられません。『B&Bに似てるね』って。そんとき『はい』って言いながら心の中で、おまえらもやないかい、と叫びました」と話している。
初対面でビートたけしが、とっさに年をごまかした人物。たけしに「漫才だけは洋七に勝てなかった」「漫才ブームは洋七が作った」と言わせた人物でもある。
1993年7月2日にテレビ朝日系で放送された、漫才ブームを振りかえる『驚きももの木20世紀』「漫才ブームの真実」という番組では、洋七とぼんちおさむの眼を通しての漫才ブーム、という構成が取られていたが、この中で洋七は「漫才ブームは去ったけど、その中にビートたけしや島田紳助みたいな、とてつもない天才がいた、発見できたことが嬉しい。それは誇りですよ。漫才ブームが無ければ二人は無かったわけだから」と話した。
親友であるビートたけしは洋七に対して、「いろいろばかはあるが漫才ばかである。洋七から漫才をとったら嘘吐き、うらぎり者、サギ師、へんたい、などしか残らない。でもギセー者は皆んな笑ってゆるしてやる男です」 と評価している。また、『ビートたけしのオールナイトニッポン』や『北野ファンクラブ』などでも、頻繁に洋七のホラ話をネタにしていた。『北野ファンクラブ』の1コーナーでは、たけしと「B&BEAT」という漫才コンビを組んだ。2010年のたけしの著作『1084(to-san-ya-yo)』でも、洋七の話を扱ったネタが使われている。一方、洋七からたけしに対する感謝は、『俺の彼-がばいばあちゃんスペシャル』（徳間書店）で著されている。

## 逸話
- ビートたけしをはじめ島田紳助や明石家さんまその他多くが、「あいつの話は9割以上がウソ」というぐらい、通常TVなどで喋っている事はほとんど作り話である。TVなどで話す内容と真実や本人の実像とは異なっており、自伝とされる『佐賀のがばいばあちゃん』も真実性は疑わしい。洋七の話す内容はほとんどがまことしやかな作り話で矛盾がどんどん生じるのだが、騙し通す事が目的ではないので、まったくお構いなしに作り話を重ねていく。出演者が真実を答えると思われているインタビュー番組などでも、真顔で尤もらしい作り話を語る。事実を知る者には洋七が語るそのウソは腹を抱えるほど可笑しいものであり、真実を知らないほとんどの人は洋七の話を真に受け、次第に様々な矛盾に混乱するはめになる。インタビュー番組が真面目なものであればあるほど、その可笑しさは倍増する。これは「お笑い」芸の本質とは嘘を楽しむことであり、マスコミを通して伝える自分の言葉や表現はすべて「芸」であること。芸人は虚像が実像であるかのように見せることが芸人のあるべき姿であり、正体を世間に晒すのは恥であるとする伝統的な芸能哲学によるものであること。また「マスコミが流す情報とは疑わしいものである」という洋七のインテリジェンスの発露によるものでもある。古典的な芸人の価値観を愛し、江戸っ子の切り口を身上とするビートたけしが、しばしば洋七のこのスタイルを真似をするが、洋七のように徹底すると社会的信用を失う危険性があり、漫才師・お笑い芸人「ビートたけし」であると同時に、世界的に有名な映画監督「北野武」を代表するように、社会的信用度が重要な文化人「北野武」であるがゆえに、中途半端な表現にならざるを得ず、いま自分が喋っている話はウソであると視聴者に悟らせるような後味が悪い表現になってしまっている。これが芸人ビートたけしは芸人島田洋七には敵わないと語る所以である。洋七がたけしの番組に出演した際でも｢漫才では洋七には勝てない｣とたけしが語っている[21]。
- 島田紳助は「漫才に関してめっちゃ知ってる、今でも尊敬している[101]」と述べ、洋七へ近づくために島田洋之介・今喜多代に弟子入りした[61][102]。このため紳助は師匠・島田洋之介のことは全く知らなかった。島田洋之助と、師匠の名前を間違えて書いてバレてしまい「そんな奴は初めてや」とえらい怒られたという[103][104]。
- 20歳で妻と駆け落ちし、大阪・東住吉区の4畳半に2人暮らしを始めた[68]。野菜の配送や深夜の配管工のアルバイトをして食いつなぐ。漫才の報酬は1ステージこなして300円[68]。うめだ花月の進行係をしていた時、当時吉本新喜劇の新入りで同学年の間寛平と仲良くなり、程なく寛平が、新婚の洋七夫婦のアパートに転がり込み三人の共同生活が始まった[105][106]。仕事から帰ると、冷蔵庫にマヨネーズとケチャップしか無いので、二人でそれを啜った[46][105]。「うさぎに食べさせる」と言って八百屋からもらってきた野菜の芯、パン屋の食パンの耳、花月の客が置いていった弁当などが貴重な食料となった[68]。そんな生活を8年続ける[68]。寛平は1989年に新喜劇を退団し東京進出を果たすが、この時に東京で活動していた唯一の知り合いが洋七で、寛平は洋七にビートたけしを紹介してもらい、芸人として一から再出発と覚悟を決め「たけし軍団」入りを志願した。たけしからは「若いヤツらばかりの軍団で本当にいいのなら」とOKをもらったが、「たけし軍団」の関西出身の若手芸人から「寛平さんに憧れてたのに（自分の後輩になるので）絶対に入らないで下さい」と訴えられ、軍団入りは結局やめたという[107]。
- また、ビートたけしが関西の番組に初めて出演した『たかじんnoばぁ〜』（1993年5月8日、15日放送）も、やしきたかじんから頼まれてその仲介をしたもので[71][80][108][109]、中田カウスに「たけしさんに会わせてや」と頼まれ、二人が親交を結ぶ切っ掛けをつくったのも洋七である[110][111]。

- 同じ吉本に干された経験を持つ大平シローと白人と黒人を含めた4人でコントをやろうとしたが、シローに発表イベントをすっぽかされたという[112]。
- 本人の語るところによると、最盛期、毎月数千万円が入った段ボールを妻に渡していたにもかかわらず「こんなに売れてるのに、何で給料がこんなに安いのか」と真顔で言われ、顔面蒼白となった。聞き返すと、段ボールの中はファンレターかと思い開けず、別に封筒で渡された端数の数十万円だけが給料と勘違いしたとのこと。段ボールは押入れの中に保管してあり約3億円の現金は無事だった[25][29][64]。その日は1月1日、銀行も休みで預ける事が出来ず、こういう時に限って来客も多く、夫婦揃って押入れの前から微動だにしなかった。1月4日になって銀行が開き電話をかけ金額が大きいから取りに来てくれと頼んでも「3億」と言うと、「イタズラ電話はやめて下さい」とどこも信用してくれなかった。仕方なく自ら銀行に出向き、自宅に支店長を連れてきて現金を見せると、「どうしたんだ貴様!!、この金!!」と言われた[113][114]。1980年の年収は8億円だったと話している[68]。豪遊以外にも広島の実家を建て替え、妻の実家に新しい漁船や機械を買ってやり、所沢に自宅を建てて車も買ったが、小さな事務所で税理士が付いておらず、節税の知識もなく、翌年以降、税金を払いきれず督促状がきて、数年かけてて5億円以上の税金を払ったという[65]。
- エッセイスト・森茉莉は洋七のファンで、連載を持っていた『週刊新潮』のコラムで、洋七を"B七"と呼び、度々洋七を取り上げている[115]。
- “ミスター赤ヘル”こと、広島カープの主砲・山本浩二は1984年に大活躍し、推定8,500万円で契約更改し、王貞治を抜き年俸が球界一となった（当時の史上最高年俸）[17][116]。山本に可愛がられていた洋七はその祝賀パーティに呼ばれた[17]。司会が「王選手を抜いて球界一の8,500万円になりましたね! おめでとうございます!」と言って拍手喝采に包まれた後、檀上に呼ばれた洋七は、山本に上から目線で「ところで洋七クン、漫才師はどれくらいもらうんだ?」と聞かれた[17]。あやうく「8億です」と言いそうになったが[17]、その場の空気を読んで「いや、3,000万くらいです」と答えると[17]、「そうか、漫才師はもらい過ぎだな！」と言われて頭を叩かれた[17][65]。洋七は「そのとき8億と言っていたらバットでノックされてたろう」と語る[117]。『日曜ゴールデンで何やってんだテレビ』（TBS、2013年1月20日放送）での、たけしの話では、山本浩二に飲み屋で、こういう話になったら、山本の年俸は俺らの1か月の給料だったと話した。この話には続きがあり、この逸話が有名になって山本の耳にも入り、20年後、再び山本の野球殿堂入りを祝うパーティに呼ばれ、山本から開口一番「お前あの頃むちゃくちゃ儲けとったらしいな。3,000万?この大噓つきが、8億じゃとお。おうおう野球なんぞやっとられんのおー」と言われた[17]。
- やはり洋七を可愛がっていた横山やすし[118] と東京で『笑ってる場合ですよ!』の二つ前の枠番組だった『お茶の間スペシャル』で、一緒の仕事になったとき[119]、「東京で一番面白い若手」と紹介してもらったのが、ビートたけしとの最初の出会いである[12][18][119][120][121]。錦糸町のロッテ会館の前にたけしを迎えに行き[6]、当時から売れっ子だったやすし師匠だから銀座のクラブにでも連れてってくれるのかと期待していたら[119]、千葉の国道沿いの貨物便が止まるような大衆食堂に連れて行かれ、「遠慮せず何でも頼んだらええがな。食え、食え!」と言われ、程なく店の大将とやすしがどこかに行ってしまい、閉店まで置き去りにされた[6][12]。所持金が洋七500円、たけし700円でタクシーも拾えず[6]、仕方なく「始発まで歩こうか」と浦安まで4時間かけて歩きながら、夜通し喋り合って夢を話し「成功して大金を掴んだら何が欲しいか」の質問に対して洋七は「鯖を腹一杯食べたい」と言ったが、同じ質問に対してたけしは「俺は芸が買いたい」と言ったという[122][123]。「そこがたけしとボクとの差ですね」「この体験があったからずっと友達でいられたのではないか」と洋七は話している[6][18]。この日の所持金、数百円だった洋七とたけしであるが、ここから1年少し後に年収7億、8億になったという[113]。始発に乗り、たけしは錦糸町で降り、洋七は宿泊先の赤坂東急ホテルに戻ると、やすしが朝一で大阪に戻るため、チェックアウトでフロントにいるので、抗議したら、やすしは「元気でなによりやがな」とだけ言ったという[120][122]。この日、洋七がたけしに「年なんぼ？ 俺は（昭和）25年生まれや」と尋ねたところ、たけしは「一緒だよ」と答えたので、その後も「たけし、たけし」と呼んでいたら10年後にフライデー事件を起こしたときに、新聞記事を見てたけしの方が3歳年上と分かった[6]。
- たけしと親友になったのは1986年、たけしがフライデー襲撃事件を起こした時である。当時のたけしは多くのレギュラー番組を持っていたため、芸能界のみんなが来てくれると思っていたが、実刑かもと報道されると誰も寄り付かなくなった[21]。謹慎中で誰も面会に来なかった中、唯一洋七だけが会いに来たため、たけしは感謝で一日中泣いた、という[124]。沖縄・石垣島で謹慎中のたけしの所に、当時ヒマだった洋七は週に3日くらい来て飲み歩いた[18][64][125][126]。洋七は「それまで司会を務めたりしていて、アイツの周りには常に人が集まってきていたけど、全部仕事欲しさに近づいてきただけなんや。芸能人ほど、売れている人間が好きなやつはいない。芸能人がいちばん世間でもミーハーなんや。それはアイツが、いちばんわかっている」などと話している[79]。
- 浅草キッドは、「漫才師」という一見愚にもつかない職業をあの80年代初頭の空前の“漫才ブーム”の到来とともに、キラ星の如くスターが輝く芸能界のなかで眩しいほどの光明を誇る一等星に押し上げたのは、紛れもなくビートたけしと島田洋七であると話し、「俺たちがこの世界に飛び込んだのも二人に魅入られて決めたようなもの」と述べている[127]。
- 洋七とビートたけしが“漫才ブーム”で儲けて、憧れの「銀座で飲む!」と初めて銀座に繰り出したが、どこの店に入ったらいいか分からないので、高橋慶彦に紹介してもらった店に行ったという[128]。銀座で一晩飲むと200万と噂で聞いていたので、お互い2000万ずつ紙袋に詰めて行った[46][61][65]。料金がいくらになるかが恐ろしくママに15分おきに「今帰るといくらか」と聞き続けたという[46]。その店の会計は14万円だった。噂で聞いていた200万という金額は銀座でナンバーワンのホステスの給料だった[46][128]。銀座は安いと味をしめた洋七は、高級クラブに通い続け、結局悪いホステスにはめられて、スキャンダル記事を女性誌に掲載された[61]。
- 横澤彪は、「ビートたけしが超人気者になっても、CS放送でドキュメンタリー番組を見たりするなど、絶えず自己啓発に時間を割くのは、横澤がプロデュースした『笑ってる場合ですよ!』で司会をしたB&Bが、連日のギャグの連発で、とうとう才能を枯渇させてしまったのを見ているから。人気が出て有頂天になっていると、アッという間に地獄に滑り落ちる怖さを知ったからだと思う。」と述べている[129]。なお横澤は「笑ってる場合ですよ!」は「笑っていいとも!」のプロトタイプともいえる番組で、「THE MANZAI」が巻き起こした漫才ブームを「笑ってる場合ですよ!」が広げたと話している[130]。
- 横澤には『笑ってる場合ですよ!』の総合MCに抜擢されたという恩義はあるが、冷たく打ち切られた恨みがあるのか[131]、横澤が亡くなったときに、"横澤はたけし、さんま、タモリの育ての親"と評するマスメディアに対して「たけし、タモリさん、さんまの3人は、横澤さんの力ではなく、実力でのし上がったんですよ」と、故人の功績を批判する言及をおこなった[57]。
- 絶頂期のレギュラーはすべて司会[68]。当時は進行を示すカンペもなく、台本はすべて覚えるのがステータスだった[68]。寸暇を惜しんで頭に叩き込む。だが、そのプレッシャーがもとで、体は次第に変調をきたしていった[68]。2年後には心臓を病み、心臓神経症を発症した[68]。人気が急降下し、仕事が全くなくなった時期に睡眠薬自殺を図ったことがある。しかし薬を飲もうとしたそのとき、たけしから電話があり「一緒に飲もう」と誘われ、一晩中飲み明かしているうちに自殺のことなど忘れてしまったという[69][132]。また、仕事がまったく無かった時期は、蓄えがあったこともあり、通訳付で海外旅行を何度かしたりしていたと本人は語る。
- 2006年2月7日放送の『ズバリ言うわよ!』（TBS系）にゲスト出演。細木数子は「これぞ一流の漫才」「今までの生き方を全て芸にしている」「素晴らしい」と洋七を大絶賛した。[要出典]
- 2007年8月19日、日本テレビ系『24時間テレビ 「愛は地球を救う」』に出演したが、同番組のエンディング曲「サライ」が全く歌えなかったと番組終了後に引き続き、同会場の日本武道館（ただし、別室）から生放送された『行列のできる法律相談所』に出演した際に語った。洋七はそれまで同曲を知らなかったとしたが、1回聞いただけで覚えたとも話した。さらに同曲を（非常に長い曲であるため）「しつこい歌」と評し、紳助に「ぼろくそ言うな」と怒られていた。[要出典]
- 音痴である。
- 山本浩二らと付き合いがあり一時は広島カープファンと言っていたが、下積み時代にアルバイトしていた大阪のスナックにお客として来た黒田正宏と家族ぐるみの付き合いが始まり、西武ライオンズに移籍した黒田に「空気がいいから」と勧められ、佐賀に転居するまで西武ライオンズ球場の近くに住んだ[133]。その後は長年にわたる西武ファンとなっている。西武のエースだった同学年の東尾修とも仲が良く[11]、1970年代前半に洋七のバイト先があった大阪道頓堀の道端でバッタリ出会って以降、40年来の仲[106][134]。
- 『佐賀のがばいばあちゃん』が有名になるにつれて、ビートたけしや島田紳助から「がばいばあちゃんはいなかった」「実はおじいちゃんだった」「まだ生きている」などと言われることがある（もちろんギャグとしての発言である）。『人生が変わる1分間の深イイ話』ではこれを逆手に取り、紳助との掛け合いで「嘘つき」キャラを定着させている。また、おばあちゃんの名言に関しても紳助が「8年間一緒に暮らしていた間に、計算すると1時間20分に1回名言を言っている」「（洋七から紳助に）メールで名言が送られてきたとき語尾に『新作』と書いてあった」などといじられることもある。[要出典]
- 2017年12月15日放送の『バラいろダンディ』に出演した際、京浜急行電鉄の品川駅ホームで面識のない一般社会人を、(電話のやりとりの中で)人身事故に関して悪態をついていたことを理由に暴行したことを告白した[135]
- 兵庫県議会議員による政務調査費横領事件で野々村竜太郎の年間200回の日帰り出張について「無理だ・不可能」と斬っている。自身も日帰りの講演活動が予想以上にキツかったので講演回数を減らしたり、宿泊に切り替えている。さらには、通年同額ではない特急料金の閑散期繁忙期の料金差トラップに引っかかっている。

## 出演

### テレビドラマ
- 大江戸捜査網 第545話「魔の刻参上!夜の勝負師」（1982年、テレビ東京 / 三船プロ） - 佐七 役
- 池袋ウエストゲートパーク 第7話「洋七の回」（2000年5月26日、TBS）-本人役
- 連続テレビ小説 ちゅらさん（2001年、NHK）- カメラマン
- 水曜ミステリー9「温泉女将ふたりの事件簿3・石和温泉殺人事件」（2014年1月22日、テレビ東京） - 嶺岸伸治 役
- 赤と黒のゲキジョー「前科ありの女たち」（2014年11月28日、フジテレビ） - 大衆食堂の店主 役
- ブラックペアン 第2話（2018年4月29日、TBS） ‐ 小山兼人 役

### 映画
- トリック劇場版2（2006年6月10日、東宝） - 選挙ポスター写真

### 番組
- オレたちひょうきん族（フジテレビ）- 初期はB&Bとしてレギュラー出演していたが、一旦降板。1988年頃に洋七のみ復帰。
- 北野ファンクラブ（フジテレビ）
- バラいろダンディ（TOKYO MX）- 金曜日MC（2014年7月 - ）
- 趣味どきっ!「全米No.1男が斬る! 損してまっせ! あなたのゴルフ」（2016年10月・11月期、NHK Eテレ） - 生徒役
- 探検九州（RKB毎日放送）MC
- テレビショッピング「マル得JAPAN!」MC
  - 「ファーマフーズ  まげのび座ひざ衛門」
  - 「MARUシャンプー・トリートメント」
  - 「新日本製薬 パーフェクトワン 薬用リンクルストレッチジェル」

### ラジオ
- それゆけ洋七元気丸!（TBSラジオ、1990年4月 - 1991年3月）
- 感動ラジオ!洋七のスポーツ倶楽部（TBSラジオ、1991年10月 - 1992年3月）
- 島田洋七の朝から言わせろ!（KBCラジオ）

### CM
- 名豊観光 (1980年代-1990年代前半、東海ローカル）
- エバーライフ・皇潤（2000年代後半）

## 主な受賞歴
- お笑いスター誕生!!初代グランプリ
- NHK上方漫才コンテスト 第6回 優秀努力賞
- 上方お笑い大賞（よみうりテレビ） 第6回 銀賞
- 上方漫才大賞（ラジオ大阪） 第13回 奨励賞
- 日本放送演芸大賞 第8回 最優秀ホープ賞
- 日本放送演芸大賞 第9回 漫才大賞

## 著書
- 『振り向けば哀しくもなく』太田出版 1987
- 『文句あっか!! オレとたけしの人生一笑一杯』ソニー・マガジンズ 1992
- 『佐賀のがばいばあちゃん』1993年、徳間書店、（のち文庫）
- 『がばいばあちゃんの笑顔で生きんしゃい!』徳間文庫 2005
- 『文句あっか!! オレのトンデモお笑い人生』2005 文春文庫plus
- 『がばいばあちゃん佐賀から広島へめざせ甲子園』集英社 2006　のち文庫
- 『がばいばあちゃんの贈る言葉 post card book』徳間書店 2006.4.
- 『がばいばあちゃんの幸せのトランク』 2006.1. 徳間文庫
- 『佐賀のがばいばあちゃんのレシピ 島田洋七とおさのばあちゃん』ソニー・マガジンズ 2006
- 『島田洋七とがばい芸人たち 笑魂伝承』ロフトブックス編 イースト・プレス 2006
- 『絵本佐賀のがばいばあちゃん』安藤勇寿絵 徳間書店 2007
- 『俺の彼 がばいばあちゃんスペシャル劇場』徳間書店 2007　のち文庫
- 『かあちゃんに会いたい がばいばあちゃんスペシャル』 2007 徳間文庫
- 『がばいばあちゃん幸せの教え』ヴィレッジブックス 2007.12.
- 『がばいばあちゃんの勇気がわく50の言葉』徳間書店 2007.4.
- 『がばい田舎暮らし ばあちゃんが教えてくれた力を抜いて生きるヒント』2008 宝島社新書
- 『がばい学校 ケータイだから言えた、10代の「今」』デジほん 2008.6.
- 『がばいばあちゃん人生ドリル 明日を必ずいい日にする名言』 2008 だいわ文庫
- 『がばいばあちゃんとがばい先生』辰巳出版 2008
- 『がばいばあちゃんの口ぐせ本当の幸せは目の前にある』日本文芸社 2008
- 『がばいばあちゃんの手紙』幻冬舎 2008　のち文庫
- 『わたしの「がばいばあちゃん」』監修 2008 徳間文庫
- 『アホになれば人生が明るくなる』ソニー・マガジンズ トレビズ新書 2009
- 『帰ってきたよ、ばあちゃん がばいばあちゃんスペシャル』2009 徳間文庫
- 『がばいばあちゃんお寺へ行こう』本願寺出版社 2009
- 『島田洋七の老いてますます、おもろい人生 心が軽くなる、「老い」を笑って生きる知恵』日本文芸社 2009
- 『転起力。 人間「島田洋七」から何を学ぶのか』創英社 2009
- 『がばいばあちゃんめざせ甲子園 みらい文庫版』西公平絵 2011 集英社みらい文庫
- 『死にたくなったら、これを読め!』潮出版社 2012
- 『「人生に悔いなし」を実現する63章 人生に夢と希望の花が咲く!』ポプラ社 2012
- 『毎日楽しくてしょうがなか! がばいばあちゃんが教えてくれたこと』はたこうしろう絵 徳間書店 2015
- 『洋七・おかんのがばい介護日記』朝日新聞出版 2015
- 『お笑い がばい交友譚』日本ジャーナル出版 2023

### 共著
- 『絆 佐賀のがばいばあちゃんと宮崎のてげなかあちゃん』東国原英夫共著 徳間書店 2008　のち文庫
- 『地方という生き方 僕たちが東京を離れた理由』東国原英夫共著 ソニー・マガジンズ 2010

## 作詞
- 「恋愛専科」／MOMOE（覆面歌手）作曲：森田公一、1982年、トリオレコード
  - 製作経緯は山口百恵エピソードを参照